# Chính trị Nhật Bản
Nền chính trị Nhật Bản được thành lập dựa trên nền tảng của một thể chế quân chủ lập hiến và Cộng hòa đại nghị (hay chính thể quân chủ đại nghị) theo đó Thủ tướng giữ vai trò đứng đầu Chính phủ và chính Đảng đa số. Quyền hành pháp thuộc về chính phủ. Lập pháp độc lập với chính phủ và có quyền bỏ phiếu bất tín nhiệm với chính phủ, trong trường hợp xấu nhất có thể tự đứng ra lập chính phủ mới. Tư pháp giữ vai trò tối quan trọng và đối trọng với chính phủ và hai viện quốc hội (the Diet) gồm thượng viện và hạ viện). Hệ thống chính trị Nhật được thành lập dựa trên hình mẫu cộng hoà đại nghị của Anh quốc và chịu ảnh hưởng mạnh mẽ từ các nước dân luật ở châu Âu, cụ thể là hình mẫu của nghị viện Đức Bundestag. Vào 1896 chính quyền Nhật thành lập bộ luật dân sự Minpo dựa trên mô hình của bộ luật dân sự Pháp. Mặc dù có thay đổi sau Thế chiến II nhưng bộ luật cơ bản còn hiệu lực đến nay.

## Thiên hoàng
Hoàng gia và Nhà nước Nhật do Thiên hoàng đứng đầu. Theo Hiến pháp Nhật Bản thì "Thiên hoàng là biểu tượng của quốc gia và cho sự thống nhất của dân tộc". Thiên hoàng sẽ tham gia vào các nghi lễ của quốc gia nhưng không giữ bất kì quyền lực chính trị nào, thậm chí trong các tình huống khẩn cấp của quốc gia. Quyền lực này sẽ do Thủ tướng và các thành viên nghị viện đảm nhận. Hiến pháp đóng vai trò tối cao đối với người Nhật, đặc biệt trong công tác xây dựng luật pháp. Vai trò chính trị của Thiên hoàng hiện vẫn còn nhiều bí ẩn, ví dụ như trong các dịp ngoại giao quan trọng của Nhật, Thiên hoàng sẽ là người đảm nhận các nghi thức quan trọng như là một người đứng đầu quốc gia (chào cờ hay tham gia lễ duyệt binh). Hiện tại Nhật Bản là quốc gia quân chủ duy nhất trên thế giới mà hoàng đế (Emperor) là nguyên thủ quốc gia hay nói cách khác Nhật Bản là Đế chế duy nhất còn lại trên thế giới. Tuy nhiều quốc gia khác vẫn tồn tại chế độ quân chủ nhưng nhà vua chỉ xưng vương: quốc vương, nữ vương (king, queen).

## Nhánh hành pháp
Hành pháp có trách nhiệm báo cáo các vấn đề thường niên lên quốc hội. Đứng đầu nội các là Thủ tướng, được chỉ định bởi hoàng đế về hình thức dưới sự giới thiệu của quốc hội. Bắt buộc là công dân Nhật Bản và là thành viên của một trong hai viện quốc hội. Nội các được Thủ tướng và một vài bộ trưởng đứng đầu chỉ định và chịu trách nhiệm trước quốc hội. Thủ tướng phải là thành viên nghị viện được sự tín nhiệm của hạ viện và có quyền bổ nhiệm và cách chức các bộ trưởng và là người đứng đầu Đảng đa số tại hạ viện. Đảng bảo thủ tự do LDP đương quyền từ 1955, ngoại trừ có một thời gian phải tiến hành chia sẻ quyền lực với Đảng đối lập vào 1993; Đảng đối lập lớn nhất hiện tại là Đảng Dân chủ Lập hiến Nhật Bản-CDP.

## Nhánh lập pháp
Theo quy định hiến pháp, nghị viện gồm hai viện là cơ quan quyền lực nhất trong ba nhánh lập pháp hành pháp và tư pháp. Nghị viện sẽ giới thiệu cho Nhật hoàng để chỉ định người đứng đầu hành pháp (thủ tướng) và tư pháp (chánh án tối cao).

## Nhánh tư pháp
Tư pháp Nhật Bản độc lập với hai nhánh hành pháp và lập pháp. Thẩm phán tối cao sẽ được chỉ định bởi Nhật hoàng theo giới thiệu của quốc hội.
Tư pháp Nhật được định hình từ hệ thống luật tục (customary law), dân luật và thông luật, bao gồm vài cấp bậc toà án trong đó cao nhất là Tối cao pháp viện. Hiến pháp Nhật được công bố 3/11/1946 và có hiệu lực từ 3/5/1947 gồm cả Bản tuyên ngôn nhân quyền giống như của Hoa Kỳ và quyền xét xử lại của Tối cao pháp viện. Nhật không có ban bồi thẩm trong các phiên tòa xét xử, và không có Tòa hành chính (bảo vệ quyền lợi công dân trước cơ quan hành chính nhà nước) và Toà tiểu án.

## Công tác làm luật
Dù có sự gia tăng không ngừng về các vấn đề trong nước và quốc tế, công tác làm luật không có gì thay đổi kể từ thời kì sau thế chiến II. Mối quan hệ chồng chéo của Đảng đương quyền với quan chức cao cấp và các nhóm hưởng lợi gây ra khó khăn trong việc xác định ai là người ra các quyết định chính cho công tác làm luật.
Nhân tố quan trọng đối với các cá nhân tham gia công tác làm luật là sự thuần nhất giữa những đóng góp tích cực của họ trong môi trường chính trị và kinh doanh. Những người này thường là nhóm nhỏ xuất sắc nhất tốt nghiệp từ các trường đại học danh tiếng như Đại học tổng hợp Tokyo hay Waseda.
Bằng cách đó họ có thể đem đến cảm giác tin tưởng cho cộng đồng (trong và ngoài tổ chức) cũng như các cuộc hôn nhân giữa những chính trị gia tương lai với gia đình các nhà tài phiệt Zaikai. Nghỉ hưu khi đến 50 tuổi và sau đó giữ các chức vụ cao cấp tại các công ty công và tư cũng là một trong hình thức phổ biến của nhà làm luật ở Nhật. Từ cuối những năm 80 hầu hết Thủ tướng hậu chiến tranh của Nhật đều có một quá khứ trong ngành dân chính.

## Thời kì sau chiến tranh
Đảng phái chính trị nhanh chóng được phục hồi gần như ngay khi bắt đầu thời kì bị chiếm đóng. Phe cánh tả như Đảng xã hội Nhật và Đảng Cộng sản Nhật nhanh chóng được thành lập trở lại cùng với sự ra đời của nhiều Đảng bảo thủ khác. Seiyokai và Rikken Minseito cũng nhanh chóng quay lại, tình hình tương tự với Jiyuto và Shimpoto. Cuộc tổng tuyển cử đầu tiên sau chiến tranh vào năm 1948 đã có sự tham gia của nữ giới (được trao quyền vào năm 1947) với kết quả đưa phó chủ tịch Jiyuto Yoshida Shigeru lên làm thủ tướng 1878-1967. Đợt bầu cử 1947 phe chống Yoshida rời bỏ Jiyuto gia nhập Shimpoto và thành lập Minshuto. Nhờ sự chia rẽ trong tầng lớp bảo thủ này, phe cánh tả đã chiếm được đa số ở nghị viện và được thành lập nội các nhưng chỉ tồn tại chưa đến một năm. Sau cùng phe xã hội cánh tả dần suy yếu và một lần nữa, Yoshida trở lại nắm quyền 1948 và tiếp tục cương vị Thủ tướng đến 1954.
Công việc phục chức cho 80, 000 công chức phục vụ trong thời kì chiến tranh đã được chính phủ tiến hành ngay cả trước khi người Nhật nhận lại quyền điều hành đất nước đầy đủ từ lực lượng chiếm đóng, những người này sau đó được xem xét và phần đông quay lại phục vụ ở các vị trí trước đây. Tranh cãi nổ ra về mức giới hạn chi tiêu quân đội và quyền lực của Nhật hoàng gián tiếp gây nên thất bại của cuộc bầu cử tháng 10/1952. Sau vài lần tổ chức lại lực lượng vũ trang, năm 1954 Cục phòng vệ Nhật được thành lập như một cơ quan phụ trách các vấn đề về công dân (một lực lượng như cảnh sát hơn là quân đội), đặc biệt hạn chế dùng các thuật ngữ quân đội ("xe tăng" chỉ được gọi là "phương tiện chuyên dụng" trên giấy tờ). Chiến tranh lạnh cũng đưa đến nhiều thay đổi cho chính trị Nhật, cuộc chiến Triều Tiên tác động đến chính sách tái thiết kinh tế của Hoa Kỳ cho Nhật, sự dè dặt với chính trị gia Cộng sản, cùng chính sách hạn chế phạm vi hoạt động của các công đoàn tại Nhật Bản.
Sự rạn nứt không ngừng của phe cánh hữu và thành công của phe xã hội nắm quyền đưa đến thỏa hiệp liên minh của phe bảo thủ chủ trương tự do kinh tế Jiyuto với Minshuto và một nhóm nhỏ còn lại của Đảng Dân Chủ cũ cùng thành lập Đảng Dân Chủ Tự Do (LDP) - Jiyu Minshuto vào tháng 11/1955. Đảng này sau đó nắm quyền từ 1955-1993 khi bị thay bởi phe thiểu số trong chính phủ. LDP có một thời gian dài thành công do sự lãnh đạo thu hút các mối ủng hộ từ thành phần chính trị gia chứng kiến từ thời Nhật bại trận và bị chiếm đóng, Đảng này cũng giành được nhiều hậu thuẫn từ các cựu quan chức,lãnh đạo địa phương, thương gia, nhà báo và nhiều thành phần khác. Được ủng hộ không kém là Đảng Komeito, được lập vào 1964 như một nhánh khác của Đảng Soka Gakkai. Komeito nhấn mạnh đến các giá trị truyền thống của Nhật Bản và đã thu hút được nhiều sự chú ý của thành phần dân nghèo thành thị cũng như nông thôn đặc biệt là với phụ nữ. Giống các Đảng xã hội trước đây về chính sách cải cách từng bước và dần xoá bỏ Hiệp ước hỗ trợ phòng thủ Mỹ-Nhật.

## Quan hệ quốc tế
Nhật Bản hiện là thành viên Liên hiệp quốc và là thành viên không thường trực của Hội đồng bảo an; một trong các thành viên "G4" tìm sự chấp thuận cho vị trí thành viên thường trực.
Hiến pháp hiện tại không cho phép dùng sức mạnh quân sự để phát động chiến tranh chống một nước khác mặc dù vẫn cho phép duy trì Lực lượng phòng vệ gồm các đơn vị lục, không và hải quân. Nhật đã triển khai lực lượng không chiến đấu đến phục vụ cho công cuộc tái thiết Iraq trong cuộc chiến vừa qua, một ngoại lệ đầu tiên kể từ sau Chiến tranh thế giới thứ II.
Hiện Nhật là thành viên của nhiều tổ chức quốc tế gồm G8, Diễn đàn hợp tác kinh tế châu Á-Thái Bình Dương (APEC) và Hội nghị thượng đỉnh Đông Á (EAS) và là một nước hào phóng trong các công tác cứu trợ và các nỗ lực phát triển các dự án quốc tế chiếm khoảng 0,19% Tổng thu nhập quốc dân (GNI) năm 2004.
Tranh chấp với Nga khu vực đảo Kuril phía Bắc, khu đảo Liancourt ("Dokdo" ở Hàn Quốc, "Takeshima" ở Nhật), với Trung Quốc và Đài Loan với loạt đảo Senkaku, với riêng Trung Quốc về tình trạng hiện tại của Okinotorishima. Hầu hết các tranh chấp này đi kèm với việc sở hữu nguồn lợi thủy sản và tài nguyên xung quanh trong đó có cả dầu và khí đốt.
Những năm gần đây Nhật đang nổ ra các mối bất đồng với Bắc Triều Tiên về vấn đề bắt cóc công dân Nhật từ 1977-1983 và chương trình vũ khí hạt nhân của nước này.